# Киокак (Айова)
Киокак (англ. Keokuk) — город и, наряду с Форт-Мадисоном, административный центр округа Ли в Айове в Соединённых Штатах Америки. Это самый южный город Айовы; из 99 округов штата округ Ли — единственный с двумя административными центрами. 
Население Киокака составляло 9900 человек на момент переписи 2020 года в США, что заметно меньше чем во время предыдущей переписи 2010 года (10 780).

## История
Город назван в честь вождя сауков Кеокука (Осторожный Лис), которому посвящена статуя в парке Рэнд.

## География
Киокак находится в самом юго-восточном углу Айовы, где река Де-Мойн встречается с Миссисипи, и находится на пересечении автомобильных трасс США US 61, US 136 и US 218. Прямо через реки находятся города Гамильтон и Уорсо (Иллинойс) и Алегзандрия (Миссури). Киокак, наряду с городом Форт-Мадисон, является главным городом микрополитенской области Форт-Мадисон — Киокак, которая включает весь округ Ли, округ Ханкок (Иллинойс) и округ Кларк (Миссури).
По данным Бюро переписи населения США, общая площадь города составляет 10,58 квадратных миль (27,40 км2), из которых 9,13 квадратных миль (23,65 км2) — это суша, а 1,45 квадратных миль (3,76 км2) — водная поверхность.
Самая низкая точка в штате Айова — 480 футов (150 метров), расположена непосредственно к юго-западу от Киокака, где на слиянии рек Де-Мойн и Миссисипи находится общая точка границы между штатами Айова, Иллинойс и Миссури.

## Климат
В городе Киокаке влажный континентальный климат. Он известен тем, что 20 июля 1934 года там была зафиксирована самая высокая температура в Айове — 118 °F (48 °C).